# 中原氏
中原氏（なかはらうじ）は、10世紀の明経博士中原有象を氏祖とし、広澄流清原氏と共に明経道を、明法道を家学とした氏（うじ）。清原氏の「清家」に対し、中家（ちゅうけ）と略される。孝元天皇外戚とされる伝説的人物の十市県主大目を上祖とする十市氏後裔。その後、遅くとも室町時代には、安寧天皇第三皇子磯城津彦命末裔の皇別氏族と自称した。好敵手の清原氏が室町時代に堂上家となり上方向に繁栄したのに比べ、中原氏は横方向に繁栄し、多くの朝廷実務官僚および幕府高級官僚の家柄を輩出した。嫡流の局務押小路家は明治時代に華族に列し、男爵に叙せられた。

## 概要
中原氏の前身の十市氏の上祖は、『古事記』（8世紀初頭）では孝元天皇外戚の十市県主大目とされている。しかし、14世紀後半の洞院公定編『尊卑分脈』では、疑わしいとしつつも安寧天皇第三皇子磯城津彦命後裔の皇別氏族という説が掲載され、のちに後小松上皇の勅命により編纂された『本朝皇胤紹運録』（応永33年（1426年））では正式に磯城津彦命後裔として記載された。これには、当時の中原氏が、自氏の出自に箔をつけるために仮託したのではないかという説がある。中原氏の氏祖は平安時代の儒学者の明経博士十市有象で、天禄2年（971年）ごろに改姓し、中原有象（なかはら の ありかた）を名乗った。
中原氏嫡流は、広澄流清原氏と並び、明経道（儒学の研究）を家学として明経博士を世襲し、また事務官・書記官の長である局務大外記を兼ねた。平安時代、第5代当主の中原師遠は白河上皇の記録荘園券契所に務めて訴訟制度改革に加わり、第6代当主の中原師元は聞書集『中外抄』を著した。また後醍醐天皇の建武政権では大きく躍進し、最高政務機関記録所の3割を中原氏（明法道系統も含む）が占めた。南北朝時代の中原師守『師守記』（重要文化財）と、室町時代中期の中原康富『康富記』は、それぞれの時代の最重要史料の一つである。しかし、室町時代後期には学問上の繁栄・活躍が停滞し、明経博士の地位も清原氏に独占された。とはいえ、嫡流の局務押小路家は、江戸時代までには造酒正・大炊頭・掃部頭・穀倉院別当など官人の主要官職を多く手にし、小槻氏嫡流の官務壬生家と共に「地下官人の棟梁」とされた。地下家ながら歴代当主には公卿に列した者もおり、江戸時代後期の押小路甫子は、孝明天皇の御乳人（おちのひと、乳母）および大御乳人（中級女官である命婦の次席）を務めた。明治時代には男爵に叙せられ、政務記録や日記など多くの重要史料が内閣文庫に寄贈された。
傍流の一派は明法道（法学の研究）を坂上氏と共に家学とした。一族の多くが室町時代までの重要な法学書を著し、中原明兼（坂上明兼、明法道坂上氏の祖）『法曹至要抄』、中原章澄『明法条々勘録』、中原章任『金玉掌中抄』などがある。建武政権期には、嫡流の明経道の系統と共に多く実務官僚として抜擢された。建武政権の雑訴決断所に参画した是円・真恵兄弟は、続く室町幕府で事実上の基本法『建武式目』を起草した。法家系統での嫡流の勢多家は明治維新まで存続し、最後の明法博士の勢多章甫は『古事類苑』の編纂事業などに関わった。
平安時代末期から蔵人所出納を家職とした平田家は、江戸時代初期に有職故実家の職忠を輩出した。江戸時代には地下家では押小路家・壬生家に次ぐ実力を有し、合わせて「三催」と称された。
貞親流は、武家政権における高級官僚として活躍した。鎌倉幕府初代将軍源頼朝の側近だった中原親能・大江広元兄弟（十三人の合議制）や、第4代将軍藤原頼経の側近だった中原師員や藤原親実などがいる。親能の養子の中原能直（大友能直）に始まる大友氏は九州の有力武家となった。師員は鎌倉幕府評定衆の初代筆頭席次を務め、後裔の摂津氏は鎌倉・室町幕府の高級官僚氏族となった。

## 出自

### 前身
中原氏の前身は十市氏（とおちうじ）である。十市氏は大和六県の一つ十市県（とおちのあがた、奈良盆地南部）を発祥とする氏族。『古事記』（8世紀初頭）が語る伝説では、初期の天皇家の外戚にあたる古い有力氏族とされる。つまり、『古事記』によれば、第7代天皇の孝霊天皇（実在不明）が、十市県主（とおちのあがたぬし）の祖である十市県主大目の娘の細媛命を娶り、その間に生まれたのが第8代孝元天皇と伝えられる。その後、十市県の支配者である十市県主は首（おびと）の姓（かばね）を与えられ、十市首と称した。十市首は部民（べみん）である十市部（とおちべ）を管理したので、十市部首とも言う。また、『先代旧事本紀』（9世紀末）の神話では、物部氏の祖神饒速日命が地上に降臨した際、十市首の祖である富富侶を従えたとされるが、太田亮は、ここから、歴史的にも十市氏は物部氏の配下だったのではないかと推測した。
後世、十市氏＝中原氏はしばしば安寧天皇第三皇子磯城津彦命後裔の皇別氏族と伝えられる。だが、十市氏を磯城津彦命に繋げる逸話は記紀等には見られない。14世紀後半の洞院公定編『尊卑分脈』においても、安寧天皇後裔説には疑惑有りとされ、確かな検証が必要であると慎重な姿勢が取られていた。しかし、その後、後小松上皇の勅命により編纂された『本朝皇胤紹運録』（応永33年（1426年））では正式に磯城津彦命後裔として記載された。
太田は、磯城津彦命を始祖とする説が発生した理由については、記紀での十市氏と磯城氏（磯城＝奈良盆地東南部に由来する氏族）との関連性に淵源を求める。前述した通り、『古事記』では、孝元天皇の母は細媛命で、その父は十市氏の祖である十市県主大目とされる。また、『日本書紀』の孝霊天皇段の本文でも、孝霊の皇后は細媛命とされ（父は不明）、一書第二では十市県主等の祖の娘の真舌媛とされる。ところが、孝元天皇段では細媛命は磯城氏の磯城県主大目という人物の娘になっている。孝安天皇の段でも同様に、孝安天皇の皇后について、十市氏出身説と磯城氏出身説が併記されている。ここから類推するに、十市県主は磯城県主から分かれた氏族であり、十市県主大目（磯城県主大目）よりさらに伝説的遠祖を辿ると、初代天皇の神武天皇に帰順した地方豪族の磯城彦黒速（通称を弟磯城）に行き着くのではないかという。そして、中原氏が自身の系図に箔をつけるために、名前が非常によく似ている磯城彦（地方豪族）と磯城津彦（皇子）を意図的に混同して、皇別氏族であるかのように装ったのではないか、と主張した。
なお、『日本後紀』弘仁4年（813年）5月条に、物部敏久が「物部中原宿禰」を下賜され、物部中原敏久（もののべのなかはら の みにく）となったことが見える。後に敏久はさらに興原宿禰を下賜され、興原敏久（おきはら の みにく）となっている。敏久はまた、刑部省大判事にして『弘仁格式』『令義解』の成立に深く関わった高名な明法学者である。このことから、中原氏の成立には物部氏と何らかの関係があるのではないか、もしくは後胤なのではないかという説もある。

### 氏祖
その後、10世紀後半の儒学者である十市有象が中原有象（なかはら の ありかた、延喜2年（902年）–?）に改姓したのが中原氏の始まりである。
有象以前、十市氏は既に明経道と関わりがあった。『類聚符宣抄』九に、延長8年（930年）7月24日、従五位下十市部良佐（十市良佐）が助教として天文密奏を行ったことが見える。これに加え、後世の系図類では、十市氏は学者の家系であるだけではなく、有象の父の春宗や、叔父とされる良忠（前記の良佐と同一人物とされる）も外記局に務めていた事務方一家でもあったと書かれている。しかし、『外記補任』には春宗や良忠（良佐）が外記を務めていたという記録はなく、井上幸治は、史料上は否定されるとしている。
有象に話を戻すと、承平元年（931年）12月27日頃にはまだ学生であったが（『類聚符宣抄』九）、その後に直講（明経道の教師）を経て、天慶5年（942年）12月13日に権少外記として外記局に務め始め、同8年（945年）には宿禰の姓（かばね）を下賜されて氏姓が十市首から十市宿禰となり、同9年（946年）2月7日に大外記として事務方の長となる（『外記補任』二）。同年4月28日、村上天皇即位に合わせ、従五位下を叙爵されて貴族となった（『外記補任』二）。その後、遠江介や出雲守を歴任したのち（『外記補任』二）、天徳2年（958年）に律令制における儒学者の頂点である明経博士の地位に昇った（『二中歴』二・儒職歴）。
有象は左大臣藤原在衡や、文章博士菅原文時（道真孫）とも親交があり、安和2年（969年）3月13日には、共に尚歯会（有識者同士で高齢を祝う祝宴）を開いている。
有象が中原氏を名乗った正確な時期はわからないが、後世の諸系図では天禄2年（971年）に中原宿禰に改姓したと言われ、『国史大辞典』「中原氏」（吉岡真之担当）もこれを採用している。少なくとも、『類聚符宣抄』九によれば、安和2年（969年）8月11日の時点ではまだ十市氏だった。
同様に、後世の系図類では、天延2年（974年）11月あるいは12月に朝臣の姓（かばね）を下賜され、氏姓が中原宿禰から中原朝臣になったという。14世紀後半の系図である『尊卑分脈』では11月だが、それ以後の系図では12月とするものが多い。『国史大辞典』「中原氏」は12月説を採用している。

## 嫡流（明経道中原氏）

### 略歴

#### 鎌倉時代まで
中原氏の嫡流は、明経道（儒学の研究）を家学とし、広澄流清原氏と共に明経博士の家柄として家学を相承した。系統としては、氏祖有象の子の致時の次男の師任から続く家系である。なお、氏（うじ）全体の当主は、藤原氏・源氏・橘氏・王氏などでは氏長者と言われるが、他氏では氏長者制度は顕著ではなかった。
平安時代から鎌倉時代にかけては、後発の清原氏よりも明経道の官職における勢力が強かった。平安時代の明経博士は中原氏から15人、清原氏から6人で、鎌倉時代は中原氏から12人、清原氏から9人である。その一方で、清原氏からは高倉院の侍読を務めた清原頼業など皇室に直接近づく者も現れ、その点では一歩先んじられていた。学問のほか、事務系の官職も担当し、平安時代中期から、清原氏と共に外記（朝廷の書記・事務方）の首座である局務を世襲した。さらに、鎌倉時代以降、局務は穀倉院別当の官職を兼ねるのを慣例とした。
第5代当主の大外記中原師遠は、天永2年（1111年）に記録荘園券契所の寄人（職員）に任じられ、白河上皇のもと訴訟制度の拡充に関わった。第6代当主の師元は、関白藤原忠実が語る故実・故事談を記録した『中外抄』を著し、『古事談』『続古事談』などを通して、後世の説話文学に無視できない影響を与えた。第9代当主の中原師季は掃部頭となり、以降、掃部頭は中原氏嫡流が兼ねる慣例となった。
鎌倉時代末期の1320年代には、中原師夏が、儒学の研究に励む花園上皇に抜擢され、『礼記』『毛詩』を講義した（『花園天皇宸記』）。元亨2年（1322年）12月には、当時、明経道の儒家が天皇の侍読を務めるのはまれであったが、花園上皇は後伏見上皇に数度かけあってまで師夏を自身の侍読に登用した。

#### 室町時代中期まで
中原氏は後醍醐天皇の建武政権下では大きく抜擢された。『建武記』によれば、建武2年（1335年）3月17日時点での、最高政務機関記録所の寄人（職員）全21名のうち、中原氏からは明法道系統も含め、中原師治、中原秀清、中原職政、中原師利、中原章香、中原師右、中原明清の7人が選ばれ、全体の3割を占めていた。
南北朝時代の中原師茂（正和元年（1312年） - 天授4年/永和4年（1378年））は、北朝側に付き、傍系ながら大外記明経博士に任じられ、故実に通じた学者として、先例をしばしば朝廷に勘進した。
師茂の弟の中原師守は日記『師守記』を残したが、公事のみならず当時の社会全般に関しての記録が豊富なため、南北朝時代における第一級の史料である。同書は2004年に重要文化財指定。師守の子孫は押小路家を名乗り、数代が大外記に任じられたものの、しばらくして絶えた。師守流押小路家は、嫡流とは同名別家で、時代的にはこちらが先行する。
室町時代中期の中原康富（? - 長禄元年（1457年））は学問・和歌に優れ、明経道系統の中では庶流ながら正五位下権大外記に昇り、伏見宮や花山院家の講師となり、また鷹司家家礼も務めた。15世紀前半の重要史料である日記『康富記』を残した。

#### 押小路家
中原氏嫡流は、室町時代後期、第17代当主の中原師富（押小路師富、永享6年（1434年） - 永正5年（1508年））の代から、押小路家（おしこうじけ）の家名を名乗るようになった。師富の代から造酒正を兼任するようになった。
ところが、室町時代終わりまでに、相方である清原氏が少納言を経て公卿になる家格（堂上家）に昇格し、明経博士の官職も清原氏から嫡流舟橋家・庶流伏原家の二家が独占した。結果として、江戸時代には下級貴族の職である局務は、押小路家に単独で世襲されることになった。やがて押小路家そのものが局務と呼ばれた。江戸期には、左大史の上首である官務を務めた小槻氏嫡流壬生家と合わせて、地下官人の棟梁と称された。さらに、蔵人所出納を家職とした中原氏庶流平田家も加えて、三催（さんもよおし）とも言う。儀式・公事の際、下級官人たちは、押小路家の外記方、壬生家の官方、平田家の蔵人方に分かれて催沙汰（もよおしざた、統轄）を受けた。
押小路家の江戸時代における家禄は76石。これまで述べてきた官職に加え、大炊頭も兼ねた。地下家ながら、押小路家第11代当主師資・第14代師徳は従三位に叙され公卿に列した。第12代当主の師武の養女甫子は孝明天皇の御乳人（おちのひと、乳母）、のち大御乳人（中級女官である命婦の次席）となり、日記『大御乳人甫子記』や随筆『大御乳人甫子雑記』などを著述した。
明治維新後、明治12年（1879年）に明治天皇の特旨によって華族に列し、同17年（1884年）に男爵となった。明治19年（1886年）、当主の師成は、公事儀式や政務全般を記録した中原氏・押小路家の蔵本242部を内閣文庫に寄贈した。

## 明法道中原氏

### 略歴
明法道中原氏（法家中原流）は、明法道（律令法（法学）の研究）を家学とした家系。「章」を通字とする。中原有象の曾孫である中原範政によって創始された。
家祖の範政の兄弟のうち、明法道系の中原氏は年少の中原範光が継いだ。一方、長子である中原明兼は晩年に坂上明兼（承暦3年（1079年） - 久安3年（1147年））を名乗り、明法道坂上氏の家祖となった。明兼の学説は、後裔によって鎌倉時代に大著『法曹至要抄』として結実し、官撰ではなく私撰の書にもかかわらず、当時の法の実務上に規範的な効果があった。特に刑事法の面では、鎌倉幕府の基本法『御成敗式目』に影響を与えたという説もある。
中原章澄の『明法条々勘録』（文永4年（1267年））もまた、『法曹至要抄』と同様に、当時の明法道や公家法を知る上で重要。
中原章房（? - 元徳2年（1330年））は、刑部省で活躍し、嘉暦3年（1328年）に大判事に任じられた。『地下家伝』によれば、明法博士に昇ったという。軍記物語『太平記』では「中家一流ノ棟梁、法曹一途ノ碩儒」とその学才を高く讃えられた。また、同物語では暗殺で死亡し、子の章兼と章信が仇討ちをしたと描かれ、珍しい文官の仇討ち物語の例として知られている。章房の後裔に「勢多大夫判官」と称する章兼・章頼が出て、明法博士を世襲した勢多家の祖となったため、後世にはこの系統が嫡流と見なされるようになった。
明法博士中原師緒（? - 建武元年（1334年）頃？）は、元応2年（1320年）、後醍醐天皇が翌年は辛酉革命の年に当たるからといって朝廷の慣例通り改元をしようとした時に、讖緯説は迷信であると合理的な意見を述べ、辛酉の改元の慣例は止めるべきと進言した。
中原章有（14世紀）は庶流ながら明法博士となって貴族に叙爵され、建武政権の雑訴決断所に参画した。また最勝光院の寄検非違使も務め、子も検非違使庁の有力官人となった。
建武の新政（1333年 - 1336年）では、明法道の系統からも、中原職政や中原章香ら数名が、最高政務機関である記録所の寄人（職員）に抜擢されている（#嫡流）。
建武の新政前後に特に顕著に活躍したのが、中原章任・是円・真恵三兄弟である。章任は律令の参考書『金玉掌中抄』を著し、また、西園寺実兼の家司を務めたり花園院に明法道を講じたりなど政界周辺でも活躍した。是円房道昭（俗名は中原章賢）は『御成敗式目』への注釈書『是円抄』（散逸）を著すなど、公家法と武家法の双方に通じていた。是円・真恵兄弟は、建武政権では雑訴決断所職員として務めた。是円・真恵兄弟は、建武の乱では足利尊氏方に付き、延元元年/建武3年11月7日（1336年12月10日）には、室町幕府の基本法である『建武式目』の主要答申者（起草者）となった。
幕末から明治時代の勢多家当主の勢多章甫は、明治維新後に官位を返上して日本最後の明法博士となった。維新後には皇典講究所などに務め、『古事類苑』の編纂事業など様々な著作に携わった。

## 平田家
平田家は、平安時代末期から蔵人所出納を家職とした地下家。中原氏嫡流第6代当主の中原師元の養子である中原祐安の子の平田職国を家祖とする。
江戸時代初期の平田職忠は有職故実に通じた碩学として知られ、北畠親房『職原抄』の刊行を行った他、自身でも『官職便覧』を著した。職忠は後陽成天皇の寵遇を得て正四位上・殿上人となった。
江戸時代には有力官人として、「蔵人方」に分類される地下家の催沙汰（もよおしざた、統轄）を行い、本家である中原氏嫡流局務押小路家および小槻氏嫡流官務壬生家と共に、三催（さんもよおし）と称された。

## 摂津家ほか　貞親流

### 略歴
中原氏のうち、貞親の子孫からは鎌倉幕府に高級官僚として仕えた者が多く出た。中原氏の鎌倉下向は3つの時期に分けられる。
第一期として、鎌倉幕府草創期には、中原親能・大江広元兄弟が初代将軍源頼朝に側近として仕え、幕府の政治体制の基礎造りに尽力した（十三人の合議制）。九州の有力武将である大友氏の初代当主能直は、親能の養子である。ただし、大友氏第7代当主の大友氏泰は将軍足利尊氏の猶子となる手続きを通して源氏に改姓している。
第二期として下向したのが書博士の中原師俊で、『鎌倉年代記』や発給文書には活動が見えるが、『吾妻鏡』には名を残しておらず、幕府内でどのような地位を築いたのかは不明である。
第三期として、藤原親実とその甥の中原師員が下向し、鎌倉幕府第4代将軍の藤原頼経（九条頼経）に側近として仕えた。親実には明経道系の官職に付いた形跡が見られないことから、永井晋によれば、かなり早い段階で中原氏から藤原氏に改姓したのではないかという。一方、師員は頼経の侍読として、中原氏の傍系ながら氏族の極官である明経博士・大外記にまで昇り、幕府では評定衆の創設時の筆頭席次を得た。親実・師員とその子孫は、寛元4年（1246年）の宮騒動で頼経が失脚したのちも、実務官僚として活躍し続けた。師員の次男の師連の子の親致は、藤原氏に改姓して武家である摂津氏の祖となり、家学の明経道からは離れ、後裔は幕府の高級官僚の家系として活躍した。親致の子親鑑と孫高親は、東勝寺合戦にて北条氏と運命を共にしたものの、親致弟親秀の系統は続く室町幕府でも、地方奉行などの役職を実質的に世襲した。摂津満親は足利義満の姻戚となり（足利義嗣の母は満親の姉妹）、摂津之親・その養子摂津政親は足利義政の重臣として勢力があった。政親孫の摂津晴門は幕府の代表として織田信長と対峙した。

また、中原親能の子の師員の後裔で安芸守だった中原貞房（安芸貞房）が、筑後国三池郡（大牟田市）の地頭職を得て、中原姓安芸氏の始祖となったという。さらに、貞房の長男は三池員時として三池氏の祖となり、次男は鹿子木荘を本貫とし鹿子木貞教として鹿子木氏の祖となった。肥後国隈本（熊本県熊本市）は長らく名義上の国府に過ぎない寒村だったが、15世紀後半に菊池氏一族の出田秀信、次いでこの鹿子木氏の鹿子木親貞が入ったことで初めて本格的な都市開発が進められたという。

## その他の傍流
下野国（栃木県）の武家の名門宇都宮氏の出自は諸説の中に中原氏という説もあり、実際、一門の武将で豊前宇都宮氏（城井氏）の初代宇都宮信房は中原氏を称したことがあるが、確実な出自は不明。
江戸時代に津藩藩主となる藤堂氏は、『歴名土代』に拠れば、もともと本姓中原氏を自称していた。しかし、藤堂高虎が五摂家の一つ藤原氏近衛家当主の近衛信尋と親しかったことから、本姓を藤原氏であると自称するようになった。ただし、明治時代の華族における宗族制では、藤堂氏の2家は舎人親王の曾孫中原長谷を始祖とする中原朝臣を称している。
また、挿絵画家の中原淳一も、中原氏の末裔といわれる。